# Ligne de Turin à Gênes
La ligne de Turin à Gênes est une voie ferrée italienne gérée par Rete Ferroviaria Italiana, classée comme ligne principale. Elle mesure 169 km, de Turin à Gênes.

## Histoire
| Segment                     | Inauguration      |
| --------------------------- | ----------------- |
| Turin–Trofarello            | 24 septembre 1848 |
| Trofarello–Asti             | 15 novembre 1849  |
| Asti–Novi Ligure            | 1er janvier 1850  |
| Novi Ligure–Arquata Scrivia | 1er février 1851  |
| Arquata Scrivia–Busalla     | 10 février 1853   |
| Busalla–Gênes               | 18 décembre 1853  |

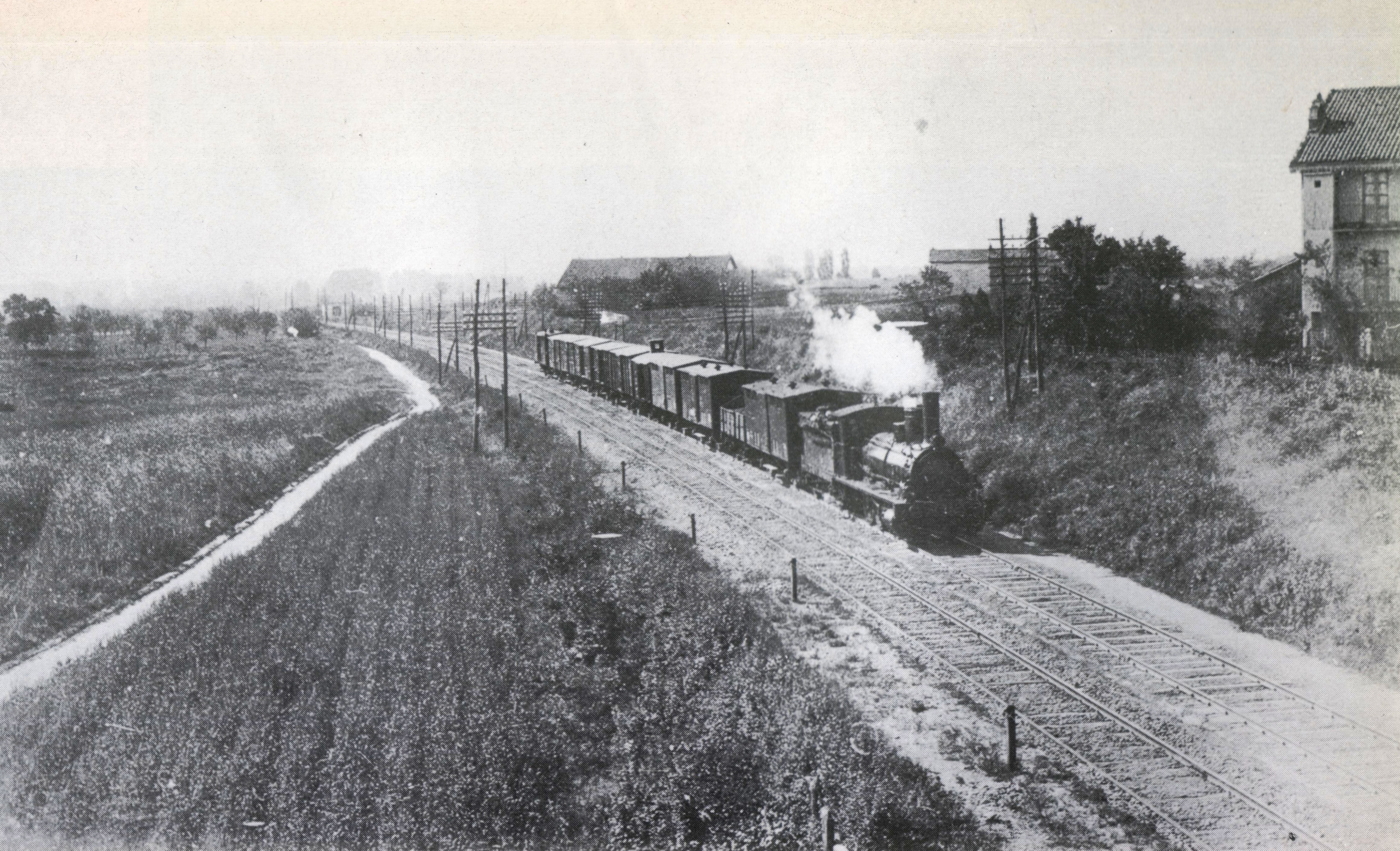
Train de marchandises sur la ligne, années 1920

La voie ferrée nait par la volonté du gouvernement du Royaume de Piémont-Sardaigne qui en finance intégralement la construction (Lettre Patente 443). Les travaux commencent le 13 février 1845 et se terminent le 18 décembre 1853 avec l'achèvement de la liaison entre les deux villes, pour une distance de 166 km.
Pour traverser les Apennins fut construit le tunnel de Giovi, long de 3 254 mètres, et, à l'époque, le plus long d'Italie.
Le Royaume de Piémont-Sardaigne est entré dans la compétition ferroviaire européenne en retard, et conscient de l'importance du réseau ferroviaire, a décidé, après de longues discussions, par un décret du 13 février 1845 que la voie ferrée Turin-Gênes serait construite aux frais de l'État.

« ...La voie ferrée de Gênes au Piémont, avec des embranchements vers le lac Majeur et la frontière Lombarde, sera construit par notre gouvernement et sous sa responsabilité, et sur nos finances »

— Lettre patente du 13 février 1845 de Charles-Albert de Sardaigne
La construction de la voie ferrée constitue un événement d'importance exceptionnelle et résonne jusqu'au confins de l'Italie.
L'intégralité de la ligne fut construite directement à double voie et il fallut construire de nombreux ponts, dont plus de 30 de grande taille, procéder à d'importantes excavations, et percer de coûteux tunnels. Certaines sections ont néanmoins été ouvertes à la circulation en voie unique de façon transitoire, avant la fin des travaux.

### Turin Porta Nuova–Moncalieri
Le premier tronçon, de seulement 8 km, reliant Turin-Porta Nuova (alors constituée d'un modeste bâtiment en bois et de peu de voies) à Moncalieri a ouvert le 24 septembre 1848 avec une cérémonie sobre. Le jour suivant, le service ouvre au public, avec sept paires de trains entre 7 heures du matin et 19 heures.
Déjà pour cette section, il fallut réaliser un premier ouvrage d'art d'importance, un long viaduc enjambant le Pô à proximité de la gare de Moncalieri.

### Moncalieri–Asti
Après seulement 4 mois, le 15 janvier 1849 est ouvert un second segment de 46 km qui amène la voie ferrée jusqu'à Asti. Dans cette seconde partie de la ligne, il faut affronter la traversée difficile des collines entre San Paolo Solbrito et Villafranca avec une pente de 26 ‰, ce qui était à l'époque considéré comme presque infranchissable. Initialement fut construite une ligne provisoire entre San Paolo et Dusino tandis qu'entre Dusino et  Stenevasso les passagers étaient transportés en diligence. Avec ce système, cependant, le service reste insatisfaisant, et une autre ligne provisoire sur plan incliné est construite, où les convois dans le sens montant étaient assistés de chevaux et ceux dans le sens descendant sont retenus par les freins. Mais ici encore, malgré une nette amélioration, le service n'est pas à la hauteur et s'avère coûteux à opérer. On se tourne alors vers une locomotive spéciale du fameux Stephenson construite à Newcastle upon Tyne et qui entre en service en août 1851.

### Asti–Alexandrie–Novi–Arquata

Carlo Bassoli, Tunnel de Pietrabissara, 1853

Le 1er janvier 1850 la voie ferrée arrive à Alexandrie et à Novi Ligure avec l'entrée en service de 56 km supplémentaires, et le 10 février 1852 elle atteint Arquata Scrivia avec une longueur totale de 124 km depuis Turin. Ces segments présentent peu de difficultés techniques, hormis des viaducs à proximité de Serravalle Scrivia.
Le service se révèle satisfaisant pour le public - les trains ne prennent que 3h40 pour couvrir tout le parcours - aussi bien que pour la société, dont les profits explosent.

### Arquata–Busalla–Gênes

Carlo Bassoli, pont de Prarolo, 1853

La section suivante réclama de grands travaux. Le prolongement vers Busalla, de 18 km, est ouvert le 10 février 1853 est impliqua la construction de huit ponts et de quatre tunnels dont la longueur varie de 508 à 866 mètres.
Le 18 décembre de la même année, la ligne est terminées avec l'ouverture de l'ultime segment de 23 km entre Busalla et la gare de Gênes-Piazza-Principe.
Pour le franchissement des Apennins les défis techniques étaient les plus grands. Entre autres, il fallut réaliser un tunnel au col des Giovi, conçu par l'ingénieur anglais Isambard Brunel, qui à l'époque était le plus long du monde et a coûté 11 millions de lires. La forte côte de  Pontedecimo à Busalla demanda à nouveau une innovation en matière de traction. Sur la proposition d'une groupe d'ingénieurs, dont  Maus et Sommeiller, un nouveau type de locomotive fut étudié, ici encore conçue par le bureau d'étude de Stephenson, surnommée le Mastodonte du Giovi. Construite à partir de deux machines accouplées dos à dos, elle parvenait à monter une côte de 36 pour mille en tirant un train de 130 tonnes à 12 km/h, ce qui était sans équivalent à l'époque.
Pour ne pas retarder la mise en service de la ligne, la gare de Gênes-Piazza-Principe fut mise en service avec un bâtiment provisoire, comme cela avait été fait à Turin Porta Nuova et en d'autres endroits sur la ligne.
Au regard de l'importance de la nouvelle voie ferrée dans le trafic tant de passagers que de marchandises, fut bientôt construit un raccordement vers le port, presque entièrement construit à niveau, le long de l'actuelle via Gramsci. La ligne est ouverte au trafic le 16 février 1854 en présence du roi Victor-Emmanuel II et du premier ministre Camillo Cavour qui sont arrivés par le train royal,.

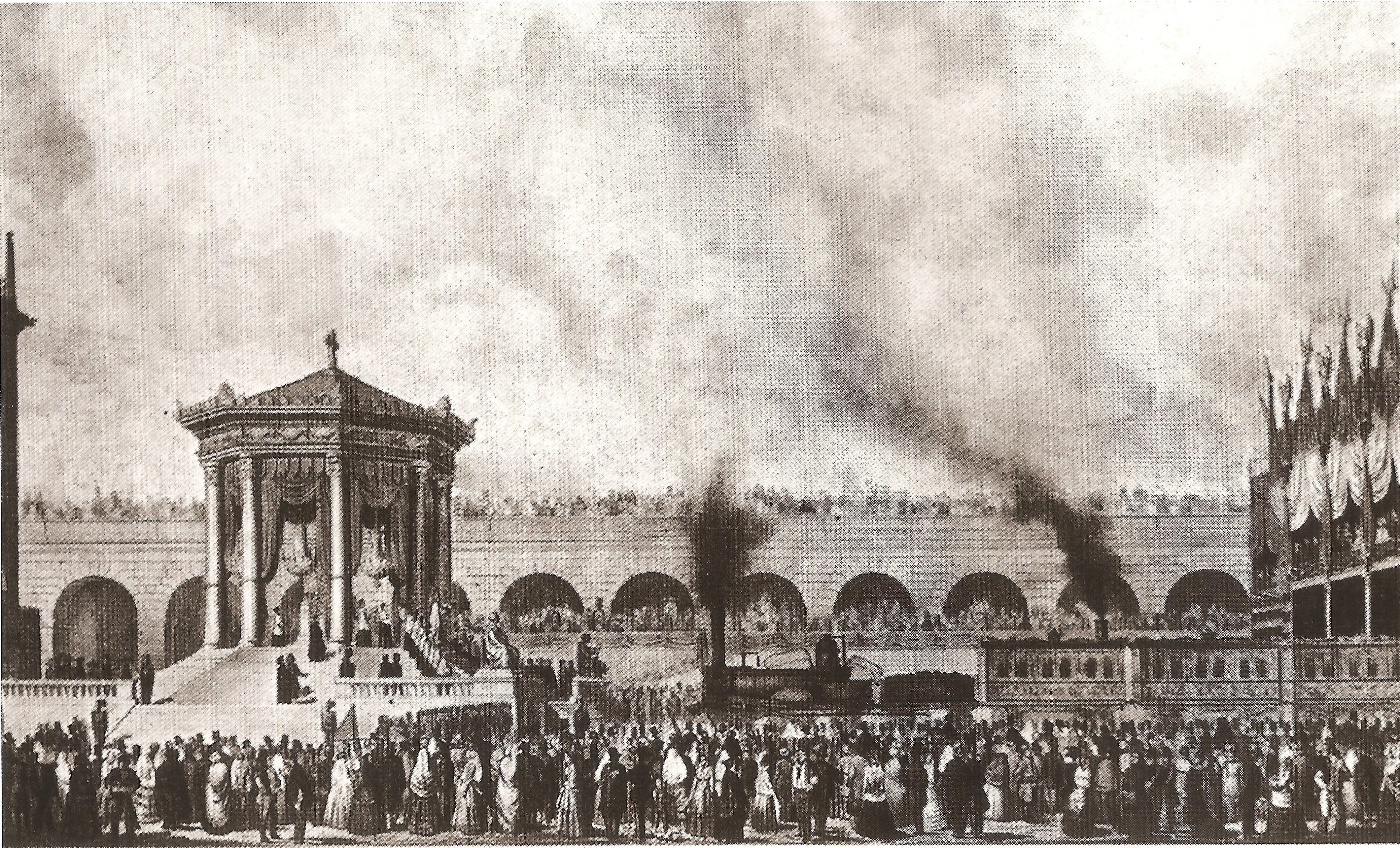
Inauguration de la ligne Turin-Gênes à Gênes en 1854

L'opération entière a coûté 120 millions de lires, pour une longueur totale de 166 km, avec une pente moyenne de 5,2 ‰. Ont été construits 10 tunnels, d'une longueur cumulée de 7 381 mètres, et 42 ponts et viaducs.

## L'accident de Giovi
« La fumée dans le tunnel a asphyxié les cheminots. Le train abandonné à lui-même a redescendu la pente et percuté un autre convoi »
Ainsi titre le quotidien génois Il Secolo XIX à propos du désastre ferroviaire survenu le 11 août 1898 entre les gares de Pontedecimo et Busalla.
Un treno merci, mentre stava percorrendo la lunga galleria dei Giovi rimane improvvisamente senza guida e inizia a retrocedere piombando a forte velocità su un treno passeggeri fermo al Piano Orizzontale dei Giovi in attesa dell'arrivo a Busalla dello stesso per poter proseguire. Tra le lamiere contorte vennero estratte tredici vittime e ci furono circa una ventina di feriti.

### Les causes de l'accident
Un passager, resté miraculeusement indemne, déclara au journal Il Secolo XIX que « ... à cause du maudit charbon utilisé depuis quelque temps par la société ferroviaire, tout le personnel de la locomotive du train de marchandises a été pris d'asphyxie en même temps que le garde-frein qui, tombant de sa cabine étouffé par la fumée, a laissé le train abandonné à lui-même. »
En ce temps les locomotives étaient alimentées avec un substitut de charbon bon marché formé de poix, de goudron et de poussière de charbon; un tel combustible, cependant, dégageait des fumées toxiques à tel point que les cheminots, dans les longs tunnels, devaient se protéger la bouche et le nez avec des linges humides. En particulier, après avoir parcouru le tunnel de Giovi, ce qui prenait 9 minutes dans le sens montant et 11 dans le sens descendant, les machinistes prenaient un verre de lait pour lutter contre l'intoxication.
Le fournisseur exclusif de ce mélange toxique était la société  Carbonifera de Novi Ligure, propriété d'Edilio Raggio. À la suite de l'accident, l'électrification de la ligne a commencé à être envisagée.

## L'électrification

### En courant alternatif triphasé
(janvier 2017).

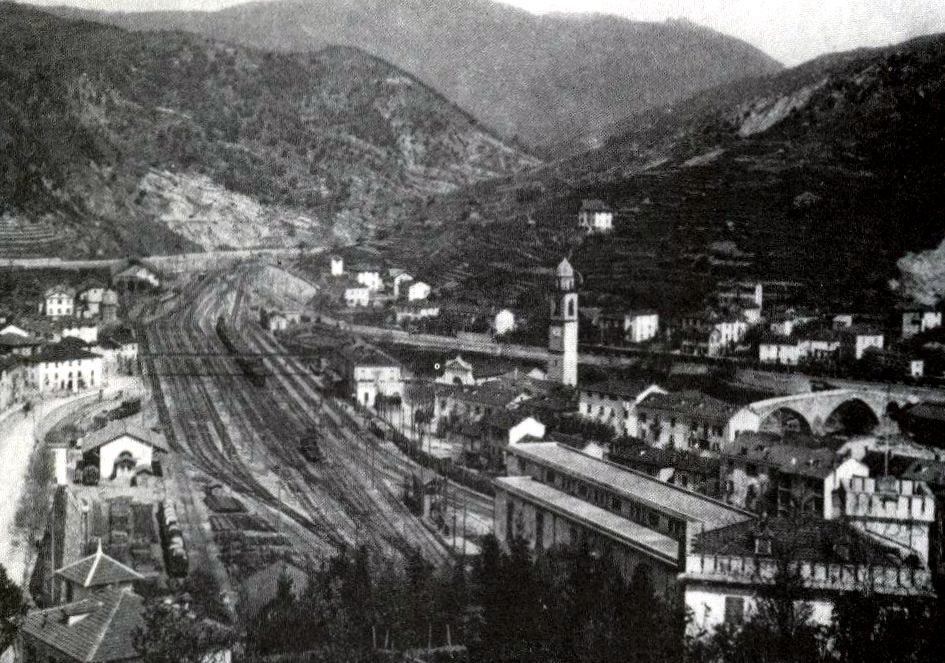
La petite ville de Ronco Scrivia et la voie ferrée dans une photographie du début du XXe siècle

Après le tragique accident de 1898 et à cause de la saturation des deux lignes sur le passage de Giovi -  la traction vapeur ne permet pas de transporter plus de 2 000 wagons à la journée - en 1907, au vu des excellents résultats obtenus avec l'expérimentation de la traction à courant triphasé 3 300 V sur la ligne de la Valteline, les travaux d'électrification de la gare de Gênes Pontedecimo à Busalla sont lancés, ce qui inclut le tunnel de Giovo. Les travaux se terminent au début de 1910 et au mois de juin de la même année commencent les essais de la traction électrique, mise en service le 1er mai 1911.
Pour la traction les locomotives du groupe 0501-0540 sont utilisées, reclassifiées en 1914 en FS E.550, étudiées spécifiquement pour la ligne de Giovi et expérimentées avec succès sur la ligne de la Valteline.
Les résultats d'exploitation, allant au-delà des attentes, amènent rapidement la décision d'étendre l'électrification à l'intérieur de Gênes, dont le premier acte fut l'activation de la ligne Gênes Campasso-Gênes Pontedecimo, pour les trains de marchandises, et de la ligne Gênes Sampierdarena-Gênes Pontedecimo, pour les trains de voyageurs, le 1er septembre 1913.
En octobre 1914 intervient l'électrification de la branche de Giovi entre Gênes Sampierdarena et Ronco Scrivia via Mignanego, libérant de la fumée des locomotives à vapeur le second tunnel du col auquel succède le 15 septembre 1915 le tronçon  jusqu'à Busalla et Ronco Scrivia de la lignea de Giovi.
L'électrification atteint ensuite jusqu'à Genova Piazza Principe le 15 mai 1916 et de là à Genova Brignole le 11 novembre 1920. L'électrification en courant triphasé du reste de la ligne entre Turin Porta Nuova et Ronco Scrivia est réalisée par segments entre 1917 et 1923 suivant le calendrier suivant :
| Segment de la ligne                                                    | Mise en service   | Notes                                  |    |
| ---------------------------------------------------------------------- | ----------------- | -------------------------------------- | -- |
| Torino Porta Nuova–Bivio Sangone                                       | 1er mai 1917      | partie du tronçon Torino–Pinerolo      | it |
| Bivio Sangone–Trofarello                                               | 27 avril 1921     | partie du tronçon Torino–Chieri        | it |
| Trofarello–Asti–Alexandrie                                             | 1er avril 1922    |                                        |    |
| Alexandrie–Novi Ligure-Arquata Scrivia–Isola del Cantone–Ronco Scrivia | 12 avril 1922     |                                        |    |
| Arquata Scrivia–Ronco Scrivia (ligne directe)                          | 1er novembre 1923 | partie du tronçon Succursale dei Giovi | it |

L'électrification triphasée continue ensuite au-delà de Gênes Brignole (sur la ligne de Pise à Gênes) en direction de Livourne à partir du premier avril 1925, permettant aux trains reliant Turin et Rome d'éviter un changement de traction à Gênes.

### Conversion au courant continu
Le changement de locomotive à Gênes Brignole devient de nouveau nécessaire à partir de février 1948, quand la section de Gênes Brignole à Sestri Levente est réactivée (après sa destruction pendant la guerre) avec une électrification en courant continu.
Le basculement du Système d'électrification ferroviaire à courant triphasé vers le continu 3 000 volts a lieu par segments, de 1961 à 1964 :
| Segment de la ligne                                                            | Mise en service  | Notes |
| ------------------------------------------------------------------------------ | ---------------- | --- |
| Torino Porta Nuova–Asti–Alexandrie                                             | 28 mai 1961      | La conversion de ce segment achève celle de l'ensemble du nœud ferroviaire de Turin, et a été solennellement inaugurée le 9 juin 1961 en présence du ministre des Transports Giuseppe Spataro |
| Arquata Scrivia–Ronco Scrivia (ligne directe)                                  | 1er octobre 1962 | |
| Alexandrie–Novi Ligure–Arquata Scrivia–Isola del Cantone–Ronco Scrivia–Busalla | 8 octobre 1962   | |
| Gênes-Piazza-Principe–Gênes Brignole                                           | 2 mars 1963      | Le premier tunnel est converti le 2 mars 1963, le second en mai 1964. |
| Ronco Scrivia–Mignanego–Gênes Sampierdarena                                    | 2 mars 1963      | le tronçon Bivio Fegino-Gênes Sampierdarena est converti en mai 1964 |
| Busalla–Gênes Pontedecimo–Gênes Campasso/Gênes Sampierdarena                   | mai 1964         | |
| Gênes Sampierdarena–Gênes-Piazza-Principe                                      | mai 1964         | |

## La ligne aujourd'hui
En 1963 a lieu l'ouverture du nouveau tunnel de Granarolo qui permet une liaison directe entre la gare de Gênes-Piazza-Principe et la branche de Giovo, tunnel qui court-circuite le point noir qu'était la gare de Gênes Sampierdarena et a fait gagner un temps appréciable aux trains de voyageurs.
En 1994 la ligne est dévastée par une inondation au niveau d'Alexandrie causée par la crue exceptionnelle du Tanaro.
Aujourd'hui le trafic passager est assuré par Trenitalia avec des trains régionaux, des Intercity, des trains de nuit (Intercity Notte) et des Eurostar Italia.